# Hessa-Kassel
Landgraviatul Hessa-Kassel (în germană Landgrafschaft Hessen-Kassel) a fost un principat Imperial german, care a existat între 1567 - 1803. A apărut în urma împărțirii landgraviatului Hessa după moartea domnitorului acestuia, Filip I în 1567. Fiul său cel mare, Wilhelm al IV-lea, a primit posesiuni la nord de Hessa cu capitala în Kassel.